# Järrestads distrikt
Järrestads distrikt är ett distrikt i Simrishamns kommun och Skåne län. 
Distriktet ligger väster om Simrishamn. 

## Tidigare administrativ tillhörighet
Distriktet inrättades 2016 och utgörs till en del av det område Simrishamns stad omfattade till 1971, delen som före 1952 utgjorde Järrestads socken.
Området motsvarar den omfattning Järrestads församling hade vid årsskiftet 1999/2000.